# 太田中継局
太田中継局（おおたちゅうけいきょく）は、群馬県太田市東長岡町に所在するNHK総合テレビ、群馬テレビの中継局である。

## 概要
- 榛名山の本局から送信される群馬テレビの電波は、太田金山や唐沢山の東側では電波が山に阻まれ受信困難となっていたため設置された[3]。太田金山の東側の広範囲や栃木県の一部をカバーしている。また、太田市内には別に太田金山中継局があり、太田市の金山南麓付近をカバーしている。
- NHK総合テレビ、群馬テレビのみ設置している。NHK教育テレビ（Eテレ）や在京民放は東京スカイツリー[4]、足利中継局[5]の受信エリアのめやすになっている。

## 送信施設概要

### デジタル放送
| リモコンキーID | 放送局名      | 物理チャンネル | 空中線電力 | ERP | 放送対象地域 | 放送区域内世帯数 | 開局日         |
| 1              | NHK前橋総合   | 31ch           | 3W         | 20W | 群馬県       | 6万4123世帯※     | 2012年12月17日 |
| 3              | GTV群馬テレビ | 34ch           | 3W         | 27W | 群馬県       | 6万4123世帯※     | 2009年12月25日 |

- ※印の補足…放送対象地域の6万4123世帯の内、群馬県内の対象世帯が3万7083世帯、栃木県内の対象世帯が2万7040世帯。
- 群馬テレビ以外の在京局は「置局不要」と判定されている。東京スカイツリー波その他の中継局でカバーできるため[要出典]。ただし、NHK前橋放送局では総合テレビ単独の中継局が2012年12月17日に設置された（これは、2012年4月に群馬県域のテレビ放送を開始し、これまでの首都圏放送センターの放送対象地域から外れることになったため）[7][8]。

### アナログ放送
| 放送局名      | チャンネル | 空中線電力        | ERP               | 放送対象地域 | 放送区域内世帯数 | 開局日        | 閉局日        |
| GTV群馬テレビ | 31ch 36ch  | 映像30W /音声7.5W | 映像270W /音声68W | 群馬県       | 不明             | 1981年3月19日 | 2011年7月24日 |

- 36chは、2004年6月に実施されたアナアナ変換前のチャンネル[2]。

## 中継局置局住所
- 太田市東長岡町字伊豆山の｢焼山・情報商科専門学校西｣[10]。